# Mp3PRO

mp3PRO —алгоритм
сжатия аудио (или кодек), который сочетает в себе аудио формат MP3 со спектральными методами репликации группы сжатия. Он призван обеспечить чистоту звука при более низких битрейтах, чем MP3, в результате чего файл почти в два раза меньше стандартного MP3. RCA была единственной компанией, предлагающей портативные проигрыватели, совместимые с mp3PRO, но они перестали поддерживать формат.

## Совместимость
Любой MP3-плеер может играть файлы mp3PRO, но они будут воспроизводиться на половину предполагаемой частотой дискретизации. Для воспроизведения файлов с полной частотой дискретизации в Microsoft Windows, пользователям потребуется установить дополнительное программное обеспечение. Это дополнительное программное обеспечение может быть таким проигрывателем, как Musicmatch Jukebox или Thomson Demo mp3PRO Player, или плагин для имеющихся аудио-проигрывателей. Такая программа для записи оптических дисков, как Nero Burning ROM включает поддержку mp3PRO. Для компьютеров Macintosh, Audion поддерживает кодирование и декодирование mp3PRO в режиме реального времени.
Воспроизведение mp3PRO в Linux возможно через использование под Wine Thomson Demo mp3PRO Player или Winamp с плагином mp3PRO. Существует также mp3PRO плагин для Linux XMMS-Player. Отсутствие mp3PRO Player для Linux в значительной степени объясняется закрытостью исходных кодов RCA mp3PRO, даже после прекращения поддержки формата. Методы для воспроизведения файлов mp3PRO в Linux (в том числе с помощью плагина XMMS изнутри MPlayer) подробно описаны здесь.

## Отзывы и мнения
В статье журнала «Популярная Механика» (N 4, 2003) под названием «От MP3 к MP3Pro: „что новенького?“ и „стоит ли?“» её автор Александр Радзишевский считает, что целесообразно использовать MP3Pro лишь на низких битрейтах (ниже 128 Kbps). Именно там оправдывает себя технология SBR. Он рекомендовал MP3Pro для осуществления низкобитрейтных потоковых трансляций в Интернет и создании музыкальных превью.